# دسته‌بندی شهاب‌سنگ‌ها

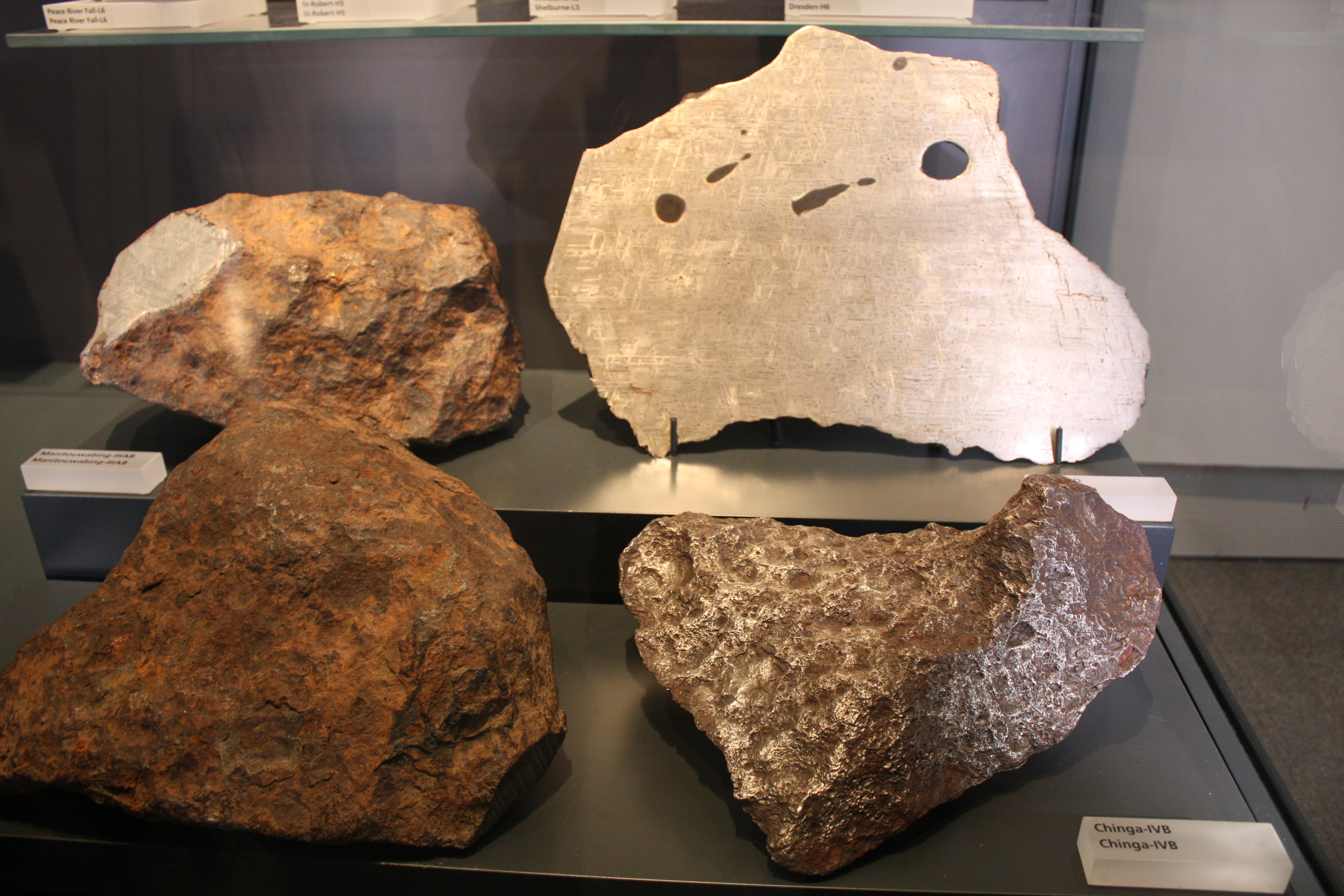
شهاب سنگ چینگو یک شهاب سنگ آهنی است.موزه انتاریو تورنتو

هدف نهایی دسته‌بندی شهاب‌سنگ‌ها (به انگلیسی: Meteorite classification)، این‌است که گروهی از نمونه‌های شهاب‌سنگ را که دارای منشأ مشترک متمایزی هستند (از یک بدنه مشترک جدا شده‌اند)، در یک دسته گرد هم آورده شوند. در این دسته‌بندی جرم می‌تواند یک سیاره، سیارک، ماه، یا دیگر جرم‌های سامانه خورشیدی در پیکر کنونی آن باشد، یا جرمی که در گذشته وجود داشته‌است (به عنوان مثال یک سیارک ازهم‌پاشیده). هرچند، با چند مورد استثنایی، مرزهای این هدف فراتر از دانش امروز است، و این عمدتاً به این دلیل است که هنوز اطلاعات کافی دربارهٔ ماهیت اکثر بوده‌های سامانه خورشیدی (به ویژه سیارک‌ها و دنباله‌دارها) برای دستیابی به یک چنین طبقه‌بندی در دست نیست. در عوض، طبقه‌بندی شهابسنگی مدرن متکی بر قراردادن نمونه‌ها در «گروه‌هایی» است که در آن همه اعضا ویژگی‌های مشترک فیزیکی، شیمیایی، ایزوتوپیک و کانی‌شناختی مشترک با منشأ مشترک در یک بدنه از یک نیای مشترک داشته‌باشند؛ حتی اگر آن بدنه نامشخص باشد. چندین گروه شهاب‌سنگی که به این ترتیب دسته‌بندی می‌شوند ممکن‌است که عضو بدنه‌های ناهمگن، یا یک گروه واحد ممکن است دربرگیرنده اعضایی باشد که از انواع متفاوتی از بدنهٔ نیاهای بسیار شبیه اما متمایز آمده‌باشند. به موازات فراهم آمدن چنین اطلاعاتی، این سیستم طبقه‌بندی به احتمال زیاد تکامل خواهدیافت.